# Babyface

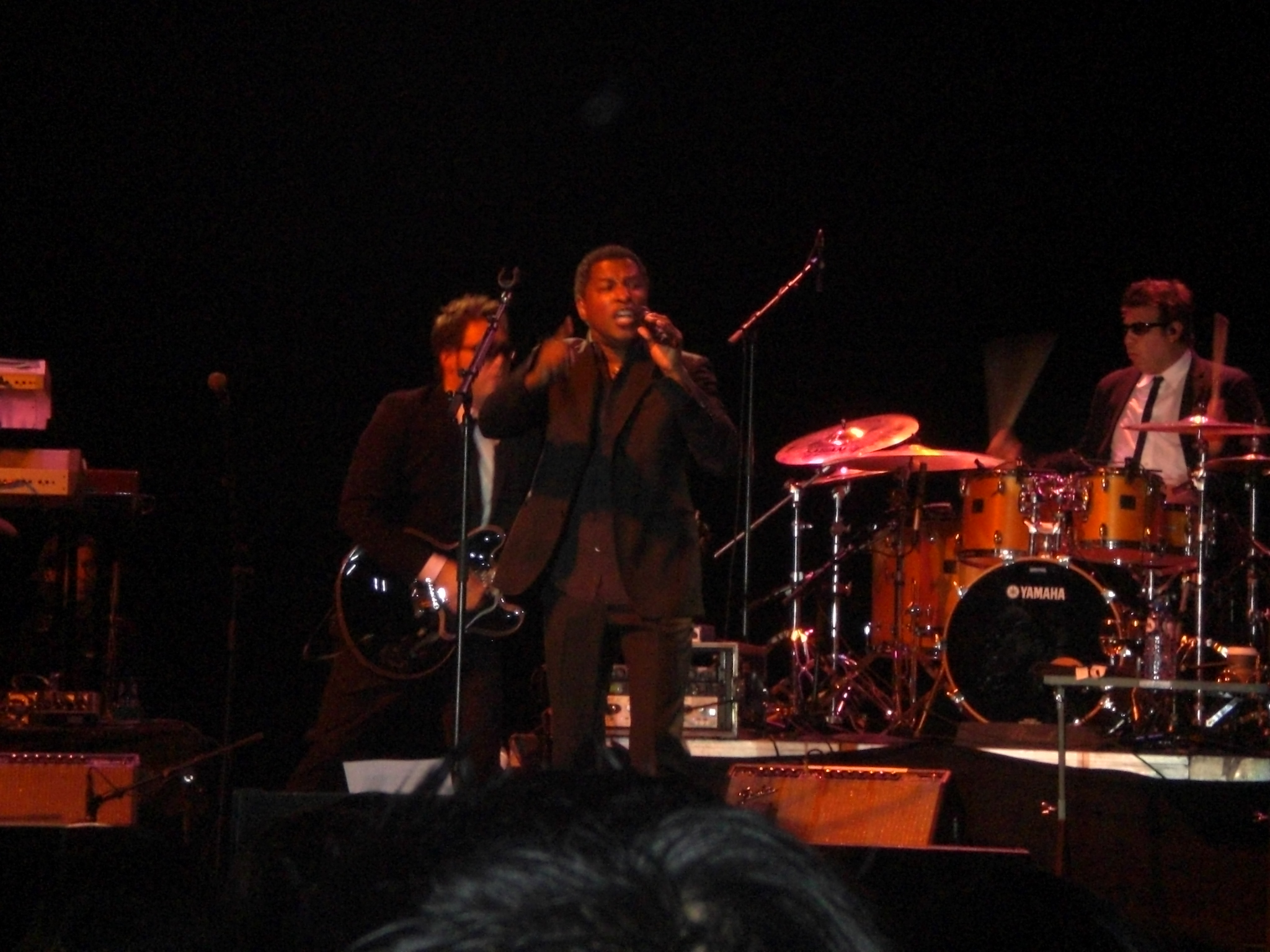
Kenneth Brian Edmonds w trakcie występu na żywo w Amsterdamie

Babyface, właśc. Kenneth Brian Edmonds (ur. 10 kwietnia 1959 roku w Indianapolis, w stanie Indiana) – amerykański piosenkarz R&B, muzyk, autor tekstów, znany producent muzyczny oraz filmowy. Jest współzałożycielem wytwórni muzycznej LaFace Records.
Babyface (dosł. "twarz dziecka", pseudonim nadany przez gwiazdę funk Bootsy’ego Collinsa) skomponował muzykę oraz napisał teksty piosenek dla wielu znanych piosenkarzy, piosenkarek oraz zespołów muzycznych z całego świata. Wyprodukował również wiele albumów, w tym także i swoje własne. Współpracowali, bądź nadal współpracują z nim tacy artyści, jak: Madonna, Michael Jackson, Janet Jackson, Eric Clapton, Mary J. Blige, Aretha Franklin, Céline Dion, Mariah Carey, Phil Collins, Pink, oraz zespoły En Vogue, TLC czy Fall Out Boy. Jego wytwórnia płytowa wypromowała poza tym m.in. Toni Braxton, Ushera oraz duet OutKast. Babyface był też powiązany z zespołami R&B, After 7 oraz Milestone, w których występowali jego bracia, odpowiednio Kevon i Melvin. Edmonds jest również współautorem oficjalnej piosenki Letnich Igrzysk Olimpijskich w Atlancie. W połowie ubiegłej dekady wraz ze swoją byłą żoną, Tracey Edmonds, Babyface wyprodukował także pojedyncze filmy.
W latach 1995–97 trzykrotnie otrzymywał nagrodę Grammy w kategorii producent roku.
Na jego cześć w 1999 roku zmieniono nazwę amerykańskiej Autostrady Międzystanowej nr 65 na Kenneth "Babyface" Edmonds Highway.

## Dyskografia

### Albumy studyjne
- 1986 – Lovers – (Solar)
- 1989 – Tender Lover – (Epic)
- 1991 – A Closer Look – (Epic)
- 1993 – For the Cool in You – (Epic)
- 1996 – The Day – (Epic)
- 1998 – Christmas with Babyface – (Epic)
- 2001 – Face2Face – (Arista)
- 2004 – A Love Story – (Arista)
- 2005 – Grown & Sexy – (Arista)
- 2007 – Playlist – (Island)

### Albumy koncertowe
- 1997 – Babyface MTV Unplugged NYC – (Epic)

### Albumy – zestawienia
- 2000 – A Collection of His Greatest Hits – (Arista)
- 2001 – Love Songs – (Arista)
- 2003 – The Essential Babyface – (Arista)
- 2005 – The Other Side of Cool – (Arista)

### Single
| Rok  | Singel                                                         | Pozycje na liście | Album                             |
| Rok  | Singel                                                         | US R&B/Hip-Hop    | Album                             |
| ---- | -------------------------------------------------------------- | ----------------- | --------------------------------- |
| 1986 | "Lovers"                                                       | #42               | Lovers                            |
| 1987 | "I Love You Babe"                                              | #8                | Lovers                            |
| 1987 | "If We Try"                                                    | ?                 | Lovers                            |
| 1987 | "Mary Mack"                                                    | #29               | Lovers                            |
| 1989 | "Love Saw It" (feat. Karyn White)                              | #1                | A Closer Look                     |
| 1989 | "It's No Crime"                                                | #1                | Tender Lover                      |
| 1989 | "Tender Lover"                                                 | #1                | Tender Lover                      |
| 1990 | "Whip Appeal"                                                  | #2                | Tender Lover                      |
| 1990 | "My Kinda Girl"                                                | #3                | Tender Lover                      |
| 1990 | "Love Makes Things Happen" (feat. Pebbles)                     | #1                | A Closer Look                     |
| 1992 | "Give U My Heart" (feat. Toni Braxton)                         | #2                | Boomerang soundtrack              |
| 1993 | "For The Cool In You"                                          | #10               | For The Cool In You               |
| 1993 | "Never Keeping Secrets"                                        | #3                | For The Cool In You               |
| 1994 | "And Our Feelings"                                             | #8                | For The Cool In You               |
| 1994 | "When Can I See You"                                           | #6                | For The Cool In You               |
| 1994 | "Dream Away" (feat. Lisa Stansfield)                           | –                 | The Pagemaster BSO                |
| 1995 | "Someone To Love" (feat. Jon B)                                | #7                | Jon B's Bonafide                  |
| 1996 | "This Is For The Lover In You" (feat. Jody Watley & LL Cool J) | #2                | The Day                           |
| 1997 | "Every Time I Close My Eyes" (feat. Mariah Carey)              | #5                | The Day                           |
| 1997 | "How Come How Long" (feat. Stevie Wonder)                      | –                 | The Day                           |
| 1998 | "Fire" (feat. Des’ree)                                         | –                 | Hav' Plenty soundtrack            |
| 2000 | "Reason For Breathing"                                         | #59               | A Collection of His Greatest Hits |
| 2001 | "There She Goes"                                               | #10               | Face 2 Face                       |
| 2001 | "What If"                                                      | #28               | Face 2 Face                       |
| 2004 | "The Loneliness"                                               | #49               | Grown & Sexy                      |
| 2005 | "Sorry for the Stupid Things"                                  | #65               | Grown & Sexy                      |
| 2005 | "Grown & Sexy"                                                 | #51               | Grown & Sexy                      |
| 2007 | "Fire & Rain"                                                  | -                 | Playlist                          |
| 2008 | "I Need a Love Song"                                           | 81                |                                   |
| 2008 | "Comfortable" (+ Lil Wayne)                                    | -                 | Tha Carter III                    |